# Charles Lyell

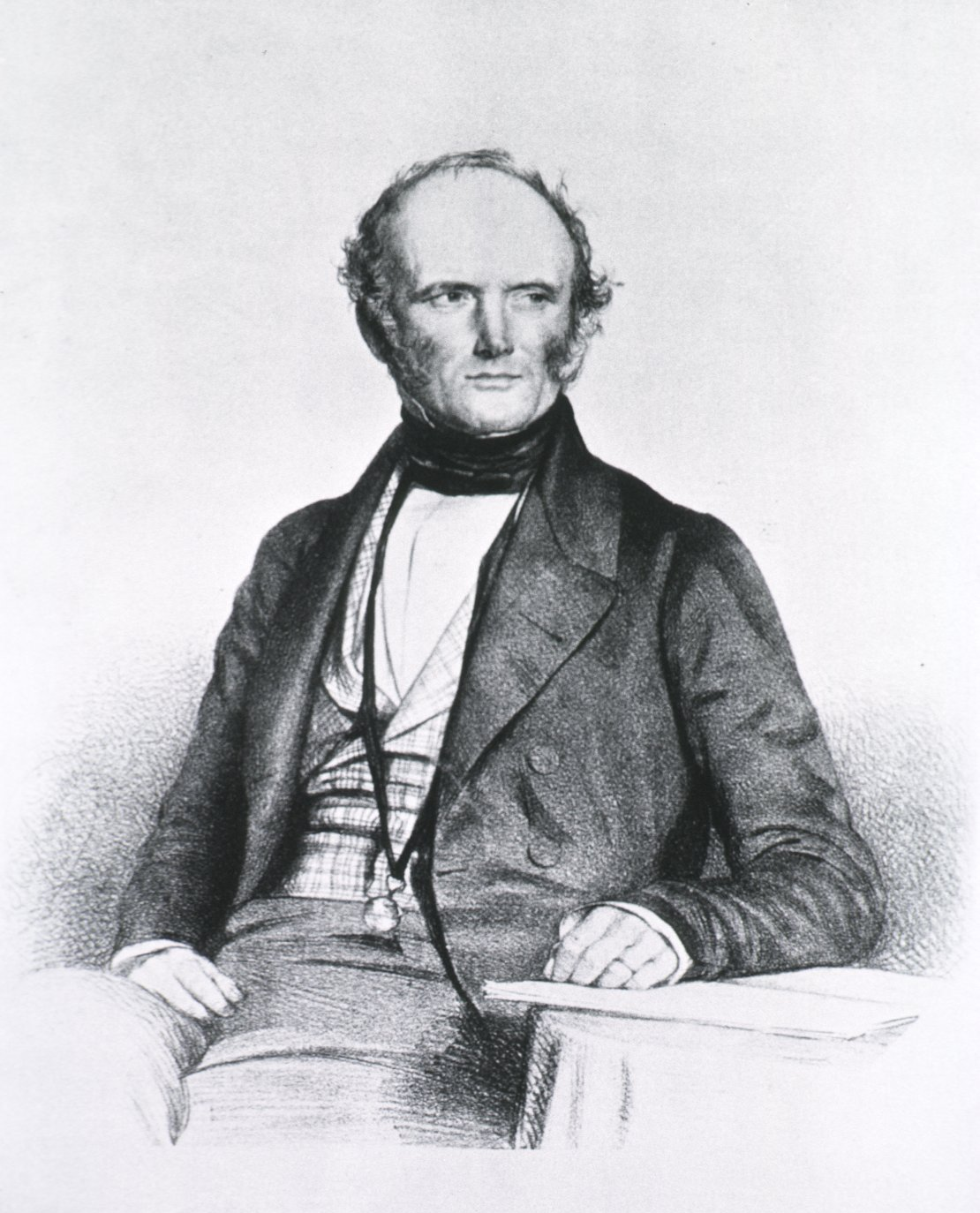
Charles Lyell

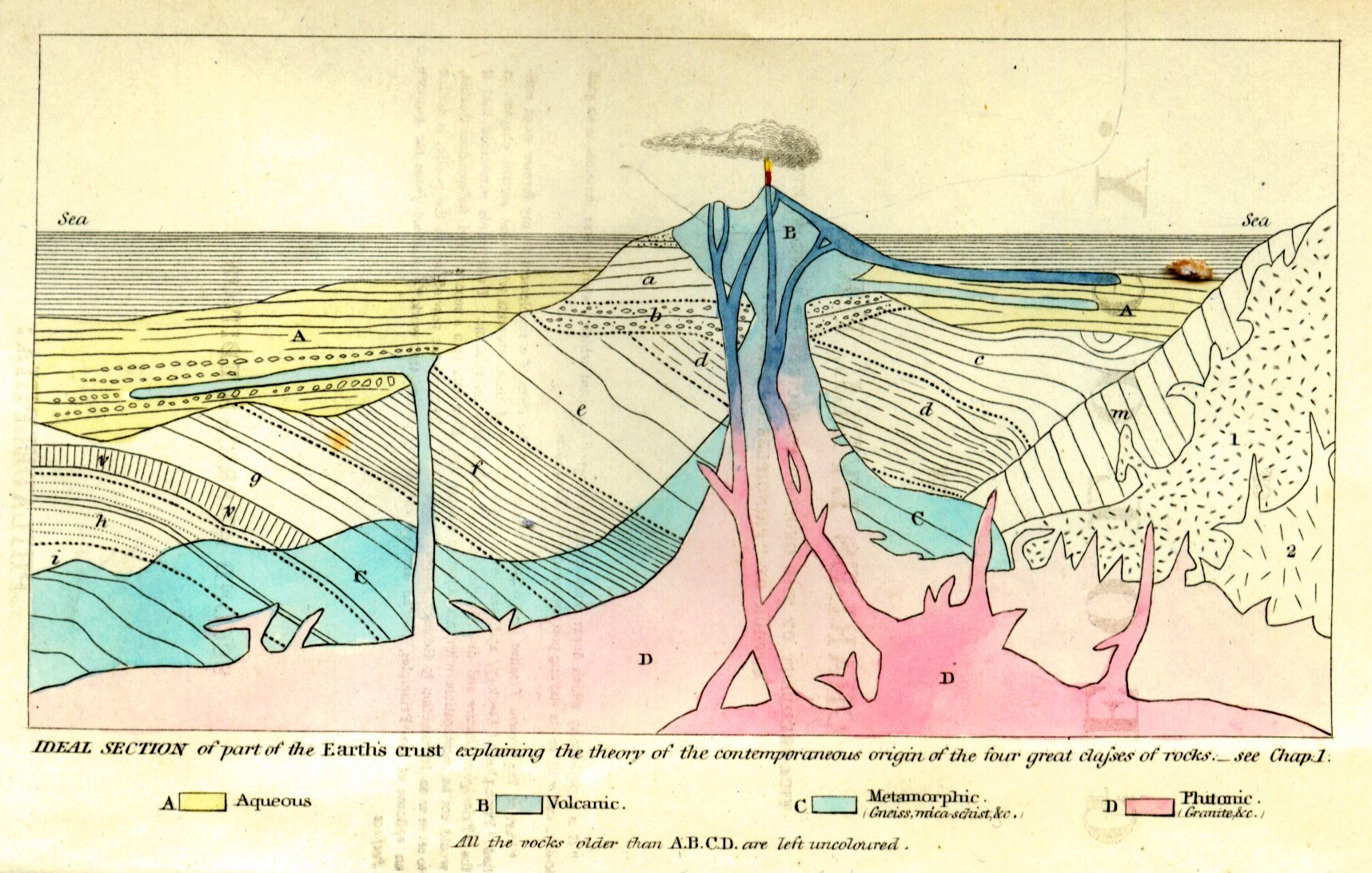
Das Titelbild von Lyells Principles of Geology (1857) illustriert seine Vorstellungen über den Bau der Erdkruste und die Entstehung der Gesteine.

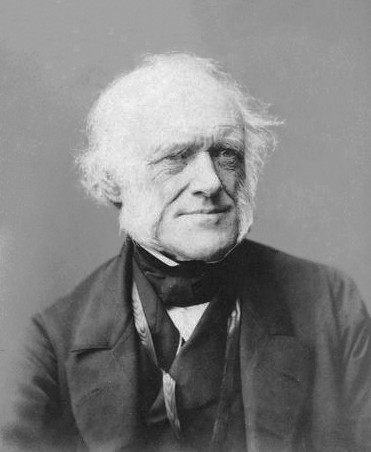
Sir Charles Lyell zwischen 1865 und 1870

Sir Charles Lyell, 1. Baronet (* 14. November 1797 zu Kinnordy in Forfarshire; † 22. Februar 1875 in London) war einer der einflussreichsten Geologen des 19. Jahrhunderts, der dem Aktualismus zur allgemeinen Anerkennung verhalf. Nachdem er selbst bis in die 1840er Jahre ein erklärter und einflussreicher Gegner des Evolutionsgedankens war und stattdessen an Gottes Wirken glaubte, unterstützte er später die Etablierung der Evolutionstheorie durch Charles Darwin.

## Leben
Lyell war das älteste von zehn Kindern. Sein gleichnamiger Vater, der Botaniker Charles Lyell, weckte frühzeitig das Interesse für die Naturwissenschaften.
Er besuchte nach mehreren Privatschulen ab 1816 das Exeter College von Oxford und widmete sich neben anderen auf Anregung von William Buckland auch der Geologie. Ab 1819 studierte er in London Jura und wurde bald ein eifriges Mitglied der Geological Society of London. Auf einer Reise nach Paris im Jahr 1823 traf er Alexander von Humboldt und Georges Cuvier, Anregungen bekam er auch durch Louis Constant Prévost bei Exkursionen in die tertiären Schichten des Pariser Beckens. Im Jahr 1824 stellte er seine erste geologische Arbeit On a Recent Formation of Freshwater Limestone in Forfarshire vor. 1825 als Rechtsanwalt zugelassen, gab er diese Tätigkeit aber bereits im Jahr 1827 wieder auf und begann eine lange und erfolgreiche geologische Karriere mit zahlreichen Veröffentlichungen. Einer der Schwerpunkte dabei war die Stratigraphie des Känozoikums, so führte er für die Gliederung des Tertiärs die Begriffe Pliozän, Miozän und Eozän ein.
Nach Studien in England und Schottland bereiste er in den Jahren 1828 und 1829 zunächst Frankreich mit Roderick Murchison und danach allein auch Italien vom Norden bis zum Ätna auf Sizilien.
Diese Reisen gaben den Anstoß zu den in den Jahren 1830 bis 1833 erschienenen drei Bänden der Principles of Geology, die ein wissenschaftlicher Bestseller wurden und schon zu seinen Lebzeiten 11 Auflagen erreichten. Die Auflagen wurden durch eigene auf seinen zahlreichen Reisen gewonnene Erkenntnisse sowie durch Übernahmen aus der Fachliteratur laufend aktualisiert. Durch geschicktes Marketing, die deutsche Übersetzung wurde z. B. bereits mit der Auslieferung des ersten Bandes im Jahr 1830 angekündigt, wurde er sehr schnell weltweit bekannt. Insbesondere im englischsprachigen Raum wird er als Begründer des Aktualismus und damit der modernen Geologie gesehen.
Im Jahr 1831 übernahm er eine Professur für Geologie am 1829 gegründeten King’s College London, die er allerdings bereits 1833 wieder aufgab. Insbesondere die Tantiemen aus den vielen Auflagen der „Principles“ ermöglichten ihm fortan als Privatier zu leben. 1832 heiratete er Mary Horner, die älteste Tochter des schottischen Geologen und Sozialreformers Leonard Horner. Die Ehe blieb kinderlos.
Die 1830er Jahre waren ausgefüllt durch Reisen nach Spanien, Deutschland, der Schweiz, Skandinavien und Italien, die alle Niederschlag in den weiteren Auflagen der „Principles“ und in den 1838 erschienenen Elements of Geology fanden.
In den 1840er Jahren unternahmen die Lyells zwei Reisen nach Nordamerika. Auf der ersten Reise in den Jahren 1841/1842 mit dem Schwerpunkt nördliches Nordamerika besuchte er auch die Klippen von Joggins im kanadischen Nova Scotia, wo er von Abraham Gesner vom geologischen Dienst in New Brunswick geführt wurde. Die mehr touristisch orientierte zweite Reise in den Jahren 1845/46 führte weit in den Süden bis New Orleans und das Flussdelta des Mississippi. Die Reiseberichte Travels in North America in the years 1841-2 und A second visit to the United States of North America fanden ein breites Publikum und wurden alsbald auch ins Deutsche übersetzt.
In den 1850er Jahren setzte er seine intensive Reisetätigkeit in ganz Europa fort, u. a. besuchte er 1854 die Insel Madeira, und publizierte die dabei gewonnenen Erkenntnisse. Er steigerte seine gesellschaftlichen Aktivitäten und knüpfte Verbindungen zu Lord John Russell. 1848 war er zum Ritter geschlagen worden und damit begann eine lange und freundschaftliche Bekanntschaft mit der königlichen Familie. Er war Mitglied des Komitees für die Londoner Industrieausstellung 1851 und half bei der Reform der Universität von Oxford.
Im Jahr 1863 erschien The geological evidences of the antiquity of man, mit dem er sich zum Darwinismus bekannte, das Werk erreichte allein in diesem Jahr weitere zwei Auflagen. Im Jahr 1871 erschien noch The Student’s Elements of Geology als Lehrbuch für das Studium der Geologie. Er starb 1875, als er die „Principles“ für die 12. Ausgabe überarbeitete, und bekam ein Begräbnis in der Westminster Abbey.

## Wirken

### Aktualismus
Die weit verbreitete Annahme, dass Lyell mit den Principles of Geology der Begründer des Aktualismus sei, wird der zeitlichen Abfolge nicht gerecht. Bereits ab 1822 erschien die Geschichte der durch Überlieferung nachgewiesenen natürlichen Veränderungen der Erdoberfläche von Karl Ernst Adolf von Hoff, die Lyell, wie die zahlreichen Erwähnungen zeigen, sehr wohl bekannt war. Diese auch heute noch bedeutsame Zusammenfassung des Kenntnisstandes ist in großen Teilen in Form und Inhalt so ähnlich, dass es wohl die Vorlage für die „Principles“ war. Damit ist Hoff der bedeutendste Wegbereiter des Aktualismus, dem dann Lyell mit größerem schriftstellerischem Geschick zum allgemeinen Durchbruch verhalf.
Begründet wurde der Aktualismus aber bereits in der zweiten Hälfte des 18. Jahrhunderts durch die Arbeiten von Bernhard Friedrich Kuhn, James Hutton und Ernst Friedrich Wrede. Die Prinzipien des Aktualismus hat am klarsten Wrede zusammengefasst.

### Pleistozäne Inlandvereisungen
Lyell hat durch seinen großen Einfluss die Entdeckung der pleistozänen Inlandvereisungen maßgeblich beeinflusst. Im 3. Band der Principles of Geology (Kapitel XI, S. 148ff.) hat er für die Findlinge („erratic blocks“) auf den Höhen des Schweizer Jura nur einen Transport durch Eisberge für möglich gehalten und die Drifttheorie kreiert. An dieser Theorie hat er jahrzehntelang festgehalten und mit Hilfe seiner Autorität dafür gesorgt, dass sie gegen alle anderen Befunde bis zum Jahr 1875 die dominierende Lehrmeinung blieb (→ Quartärforschung). Erst in The geological evidences of the antiquity of man hat er akzeptiert, dass es in Skandinavien, Schottland und dem nördlichen Nordamerika Eisschilde gab, von denen wie derzeit von Grönland aus die „erratic blocks“ durch schwimmende Eisberge verteilt worden sein sollten.

### Evolutionstheorie
Bezogen auf die Veränderungen der geologischen Prozesse und damit der Umweltbedingungen für die Lebewesen sowie deren Wanderungsbewegungen nahm Lyell natürliche Prozesse an.
Als bibeltreuer Christ ging er davon aus, dass Gott die Lebewesen mit allen Eigenschaften und Fähigkeiten ausgestattet hat, um in allen Lebensräumen existieren zu können. Er hielt lediglich eine Vervollkommnung bestehender Arten auf der vorgegebenen Stufenleiter der Natur im Sinne des göttlichen Schöpfungsplanes für möglich, ausgelöst durch Umweltveränderungen. Eine natürliche Veränderung und Aufgliederung von Arten („Transmutation“) lehnte er ab, bis er sich im Laufe der Zeit von Charles Darwins Ideen überzeugen ließ.

## Mitgliedschaften
- Am 2. Februar 1826 wurde Lyell als Mitglied („Fellow“) in die Royal Society gewählt.[7]
- 1841 Mitglied der American Academy of Arts and Sciences.
- 1845 Ehrenmitglied (Honorary Fellow) der Royal Society of Edinburgh.[8]
- 1855 Korrespondierendes Mitglied der Preußischen Akademie der Wissenschaften.
- 1857 Mitglied der Leopoldina.
- 1857 Auswärtiges Mitglied der Bayerischen Akademie der Wissenschaften.
- 1863 Mitglied des preußischen Ordens Pour le Mérite für Wissenschaften und Künste.[9]
- 1871 Korrespondierendes Mitglied der Russischen Akademie der Wissenschaften in Sankt Petersburg.[10]
- 1872 Auswärtiges Mitglied der Königlich Niederländischen Akademie der Wissenschaften[11]

## Ehrungen
- 1834 Royal Medal der Royal Society.
- 1848 Erhebung zum Knight Bachelor.
- 1855 Ehrendoktorwürde (Dr. jur. h. c.) der Universität von Oxford.
- 1858 Copley-Medaille der Royal Society.
- 1859 Wahl zum assoziierten Mitglied der Académie royale des Sciences, des Lettres et des Beaux-Arts de Belgique.[12]
- 1860 benannte John William Dawson die ausgestorbene Reptilienart Hylonomus lyelli nach ihm.
- 1863 wurde der Mount Lyell in Tasmanien nach ihm benannt.
- 1864 Erhebung zum erblichen Baronet of Kinnordy in the County of Forfar.
- 1935 wurde der Mondkrater Lyell nach ihm benannt.
- 1973 wurde ein Marskrater nach ihm benannt.
- Auf der Insel Südgeorgien tragen der Lyell-Gletscher und seit 1991 der Lyell Lake seinen Namen.
- Seit 1876 verleiht die Geological Society of London die Lyell-Medaille für besondere Leistungen in der Geologie.

## Schriften (Auswahl)
Bücher
- Principles of Geology, being an attempt to explain the former changes of the Earth’s surface by reference to causes now in operation. 3 Bände, John Murray, London 1830–1833 (Band 1, Band 2, Band 3).
  - Lehrbuch der Geologie. Ein Versuch, die früheren Veränderungen der Erdoberfläche durch noch jetzt wirksame Ursachen zu erklären. 3 Bände, Leipzig / Quedlinburg 1832–1834 (Digitalisat) – übersetzt von Carl Hartmann.
- Elements of Geologie. Murray, London 1838 (Digitalisat).
  - Elemente der Geologie. Voigt, Weimar 1839 (Digitalisat).
- Grundsätze der Geologie oder die neuen Veränderungen der Erde und ihrer Bewohner in Beziehung zu geologischen Erläuterungen. 2 Bände, Voigt, Weimar 1841–1842 – übersetzt nach der 6. Auflage von Carl Hartmann:
  - Band 1: Geschichte der Fortschritte der Geologie und Einleitung in diese Wissenschaft. Weimar 1842  (Digitalisat).
  - Band 2: Die neuen Veränderungen der unorganischen Welt. Weimar 1841 (Digitalisat).
- Travels in North America in the years 1841-2; with geological observations on the United States, Canada, and Nova Scotia. 2 Bände, Wiley and Putman, New York 1845 (Digitalisate).
- A second visit to the United States of North America. 2 Bände, Harper & Brother, New York / London 1849 (Digitalisate).
  - Zweite Reise nach den Vereinigten Staaten von Nordamerika. 2 Bände, Vieweg und Sohn, Braunschweig 1851 (Band 1, Band 2) – übersetzt von Ernst Dieffenbach.
- Charles Lyell‘s Reisen in Nordamerika mit Beobachtungen über die geognostischen Verhältnisse der Vereinigten Staaten, von Canada und Neu-Schottland. Graeger, Halle 1846 (Digitalisat) – übersetzt von Emil Th. Wolff.
- The geological evidences of the antiquity of man. John Murray, London 1863 (Digitalisat).
- The Student’s Elements of Geology. Harper & Brothers, New York 1871 (Digitalisat).
- Das Alter des Menschengeschlechts auf der Erde und der Ursprung der Arten durch Abänderung nebst einer Beschreibung der Eis-Zeit in Europa und Amerika. Theodor Thomas, Leipzig 1874 (Digitalisat) – nach der 4. Auflage übersetzt von Ludwig Büchner.

Zeitschriftenbeiträge
- On a dike of serpentine cutting through sandstone in the county of Forfar. In: The Edinburgh journal of science. Band 3, Nr. 5, Edinburgh / London 1825. S. 112–126 (Digitalisat).
- On the strata of the Plastic Clay Formation exhibited in the cliffs between Christchurch Head, Hampshire and Studland Bay, Dorsetshire. In: Transactions of the Geological Society of London. 2. Folge, Band 2, London 1829, S. 279–286 (Digitalisat).
- On the recent Formation of Freshwater Limestone in Forfarshire, and on some recent Deposits of Freshwater Marl; with a Comparison of recent with ancient Freshwater Formations; and an Appendix on the Gyrogonite or Seed-vessel of the Chara. In: Transactions of the Geological Society of London. 2. Folge, Band 2, London 1829, S. 73–96 (Digitalisat).
- On the Freshwater Strata of Hordwell Cliff, Beacon Cliff, and Barton Cliff, Hampshire. In: Transactions of the Geological Society of London. 2. Folge, Band 2, London 1829, S. 287–292 (Digitalisat).
- On the Excavation of Valleys, as illustrated by the Volcanic Rocks of Central France. In: The Edinburgh new philosophical journal. Band 7, 1829, S. 15–48 (Digitalisat) – mit Roderick Impey Murchison.
- On some fossil bones of the elephant and other animals, found near Salisbury. In: Proceedings of the Geological Society of London. Band 1, Nr. 3, 1834, S. 25–26 (Digitalisat).
- On the tertiary deposits of the Cantal, and their relation to the Primary and Volcanic rocks. In: Proceedings of the Geological Society of London. Band 1, Nr. 11, 1834, S. 140–143 (Digitalisat) – mit Roderick Impey Murchison.
- On the tertiary fresh-water formations of Aix in Provence, including the coal-field of Fuveau. In: Proceedings of the Geological Society of London. Band 1, Nr. 12, 1834, S. 150–152 (Digitalisat) – mit Roderick Impey Murchison.
- On the Proofs of the gradual Rising of the Land in certain parts of Sweden. In: Philosophical transactions of the Royal Society of London. Band 125, 1835, S. 1–38 (Digitalisat).
- On the Change of Level of the Land and Sea in Scandinavia. In: Report of the British Association for the Advancement of Science. 4th Meeting. London 1835, S. 652–654 (Digitalisat).
- On the Cretaceous and Tertiary Strata of the Danish Islands of Seeland and Moen. In: Transactions of the Geological Society of London. 2. Folge, Band 5, 1837, S. 243–257 (Digitalisat).
- On certain Phaenomena connected with the Junction of Granite and Transition Rocks, near Christiania in Norway. In: Report of the British Association for the Advancement of Science. 7th Meeting. 1837, S. 67–69 (Digitalisat).
- On a Freshwater Formation containing Lignite in Cerdagne in the Pyrenees. In: Proceedings of the Geological Society of London. Band 2, Nr. 34, 1838, S. 21–22 (Digitalisat).
- Observations on the Loamy Deposit called Loess in the Valley of the Rhine. In: Proceedings of the Geological Society of London. Band 2, Nr. 36, 1838, S. 79–85 (Digitalisat).
- On the occurrence of fossil vertebratae of fish of the shark family in the Loess of the Rhine, near Basle. In: Proceedings of the Geological Society of London. Band 2, Nr. 43, 1838, S. 221–222 (Digitalisat).
- On Vertical Lines of Flint, traversing Horizontal Strata of Chalk, near Norwich. In: Report of the British Association for the Advancement of Science. 8th Meeting. London 1839, S. 87–88 (Digitalisat).
- On the tubular cavities filled with gravel and sand called ‘Sand-pipes’, in the chalk near Norwich. In: The London, Edinburgh, and Dublin Philosophical Magazine and Journal of Science. 3. Folge, Band 15, Nr. 96, 1839, S. 257–266 (doi:10.1080/14786443908649874).
- On the Relative Ages of the Tertiary Deposits commonly called “Crag”, in the Counties of Norfolk and Suffolk. In: The Magazine of natural history. Neu Folge, Band 3, 1839, S. 313–330 (Digitalisat).
- On Remains of Mammalia in the Crag and London Clay of Suffolk. In: Report of the British Association for the Advancement of Science. 9th Meeting. London 1840. S. 69–70 (Digitalisat).
- On the discovery of Fossil Teeth of a Leopard, Bear, and other animals in a Crag Pit at Newbourn in Suffolk. In: Annals of natural history. Band 4, 1840, S. 186–189 (Digitalisat).
- On the occurrence of Fossil Quadrumanous, Marsupial, and other Mammalia in the London Clay, near Woodbridge in Suffolk. In: Annals of natural history. Band 4, 1840, S. 189–190 (Digitalisat).
- On ancient Sea Cliffs and Needles in the Chalk of the Valley of the Seine in Normandy. In: Report of the British Association for the Advancement of Science. 10th Meeting. London 1841, S. 111–113 (Digitalisat).
- Remarks on some Fossil and Recent Shells, collected by Captain Bayfield, R.N., in Canada. In: Transactions of the Geological Society of London. 2. Folge, Band 6, 1841, S. 135–141 (Digitalisat).
- On the Occurrence of two Species of Shells of the Genus Conus in the Lias, or Inferior Oolite, near Caen in Normandy. In: The Annals and magazine of natural history. Band 6, 1841, S. 292–297 (Digitalisat).
- On the Occurrence of Graptolites in the Slate of Galloway in Scotland. In: Proceedings of the Geological Society of London. Band 3, 1842, S. 28–29 (Digitalisat).
- On the Boulder Formation or Drift, and associated freshwater deposits composing the mud cliffs of Eastern Norfolk. In: Proceedings of the Geological Society of London. Band 3, 1842, S. 171–179 (Digitalisat).
- On the Geological Evidence of the former existence of Glaciers in Forfarshire. In: Proceedings of the Geological Society of London. Band 3, 1842, S. 337–348 (Digitalisat).
- On the Freshwater Fossil Fishes of Mundesley, as determined by Prof. Agassiz. In: Proceedings of the Geological Society of London. Band 3, 1842, S. 362–363 (Digitalisat).
- On the Faluns of the Loire, and a comparison of their Fossils with those of the newer Tertiary Strata in the Cotentin, and on the relative age of the Faluns and Crag of Suffolk. In: Proceedings of the Geological Society of London. Band 3, 1842, S. 437–444 (Digitalisat).
- On the Carboniferous and Older Rocks of Pennsylvania. In: Proceedings of the Geological Society of London. Band 3, 1842, S. 554–558 (Digitalisat).
- Notes on the Silurian in the neighbourhood of Christiania, in Norway. In: Proceedings of the Geological Society of London. Band 3, 1842, S. 465–467 (Digitalisat).
- On the Carboniferous and Older Rocks of Pennsylvania. In: Proceedings of the Geological Society of London. Band 3, 1842, S. 554–558 (Digitalisat).
- On the Recession of the Falls of Niagara. In: Proceedings of the Geological Society of London. Band 3, 1842, S. 595–602 (Digitalisat).
- On the Tertiary Formations, and their connexion with the Chalk in Virginia and other parts of the United States. In: Proceedings of the Geological Society of London. Band 3, 1842, S. 735–742 (Digitalisat).
- On the Fossil Foot-prints of Birds and Impressions of Rain-drops in the Valley of the Connecticut. In: Proceedings of the Geological Society of London. Band 3, 1842, S. 793–796 (Digitalisat).
- On the Cretaceous Strata of New Jersey, and other Parts of the United States bordering the Atlantic. In: The Quarterly journal of the Geological Society of London. Band 1, Teil 1, 1845, S. 55–75 (Digitalisat).
- On the probable Age and Origin of a Bed of Plumbago and Anthracite occurring in mica-schist near Worcester, Massachusetts. In: The Quarterly journal of the Geological Society of London. Band 1, Teil 1, 1845. S. 199–207 (Digitalisat).
- On the Miocene Tertiary Strata of Maryland, Virginia, and of North and South Carolina. In: The Quarterly journal of the Geological Society of London. Band 1, Teil 1, 1845, S. 413–429 (Digitalisat).
- Observations on the White Limestone and other Eocene or Older Tertiary Formations of Virginia, South Carolina, and Georgia. In: The Quarterly journal of the Geological Society of London. Band 1, Teil 1, 1845, S. 429–442 (Digitalisat).
- On the Age of the newest Lava Current of Auvergne, with remarks on some Tertiary Fossils of that Country. In: The Quarterly journal of the Geological Society of London. Band 2, Teil 1, 1846, S. 75–80 (Digitalisat).
- Notice on the Coal-Fields of Alabama. In: The Quarterly journal of the Geological Society of London. Band 2, Teil 1, 1846, S. 278–282 (Digitalisat).
- On the Newer Deposits of the Southern States of North Amerika. In: The Quarterly journal of the Geological Society of London. Band 2, Teil 1, 1846, S. 405–410 (Digitalisat).
- On Footmarks discovered in the Coal-measures of Pennsylvania, U. S. In: The Quarterly journal of the Geological Society of London. Band 2, Teil 1, 1846, S. 417–420 (Digitalisat).
- On the Ridges, Elevated Beaches, Inland Cliffs and Boulder Formations of the Canadian Lakes and Valley of St. Lawrence. In: Proceedings of the Geological Society of London. Band 4, 1846, S. 19–22 (Digitalisat).
- On the Tertiary Strata of the Island of Martha’s Vineyard in Massachusetts. In: Proceedings of the Geological Society of London. Band 4, 1846, S. 31–33 (Digitalisat).
- On the Geological position of the Mastodon giganteum and associated fossil remains at Bigbone Lick, Kentucky, and other localities in the United States and in Canada. In: Proceedings of the Geological Society of London. Band 4, 1846, S. 36–39 (Digitalisat).
- On the upright Fossil-trees found at different levels in the Coal strata of Cumberland, Nova Scotia. In: Proceedings of the Geological Society of London. Band 4, 1846, S. 176–178 (Digitalisat).
- On the Coal Formation of Nova Scotia, and on the age and relative position of the Gypsum accompanying marine limestones. In: Proceedings of the Geological Society of London. Band 4, 1846, S. 184–186 (Digitalisat).
- Coal Field of Tuscaloosa, Alabama. In: The American journal of science and arts. 2. Folge, Band 1, Nr. 3, 1846, S. 371–376 (Digitalisat).
- Observations on the Fossil Plants, of the Coal field of Tuscaloosa, Alabama. In: The American journal of science and arts. 2. Folge, Band 2, Nr. 5, 1846, S. 228–233 (Digitalisat) – mit C. T. F. Bunbury.
- On the Delta and Alluvial Deposits of the Mississippi, and other points in the Geology of North America, observed in the years 1845, 1846. In: The American journal of science and arts. 2. Folge, Band 3, Nr. 7, 1847, S. 34–39 (Digitalisat).
- On the Structure and Probable Age of the Coal-field of the James River near Richmond, Virginia.  In: The Quarterly journal of the Geological Society of London. Band 3, Teil 1, 1847, S. 261–280 (Digitalisat).
- On the relative Age and Position of the so-called Nummulite Limestone of Alabama. In: The Quarterly journal of the Geological Society of London. Band 4, Teil 1, 1848 S. 10–16 (Digitalisat).
- Notes on some Recent Foot-prints on Red Mud in Nova Scotia, collected by W. B. Webster of Kentville. In: The Quarterly journal of the Geological Society of London. Band 5, Teil 1, 1849, S. 344 (Digitalisat).
- On Craters of Denudation, with Observations on the Structure and Growth of Volvanic Cones. In: The Quarterly journal of the Geological Society of London. Band 6, 1850, S. 207–234 (Digitalisat).
- On Fossil Rain-marks of the Recent, Triassic, and Carboniferous Periods. In: The Quarterly journal of the Geological Society of London. Band 7, Teil 1, 1851, S. 238–247 (Digitalisat).
- On the Tertiary Strata of Belgium and French Flanders. In: The Quarterly journal of the Geological Society of London. Band 8, Teil 1, 1852, S. 277–370 (Digitalisat).
- On the Remains of a Reptile (Dendrerpeton Acadianum, Wyman and Owen) and of a Land Shell discovered in the Interior of an Erect Fossil Tree in the Coal-measures of Nova Scotia; with Notes on the Reptilian Remains by Prof. Wyman and Prof. Owen. In: The Quarterly journal of the Geological Society of London. Band 9, Teil 1, 1853, S. 58–63 (Digitalisat) – mit J. W. Dawson.
- Briefe an Herrn Beyrich. In: Zeitschrift der Deutschen Geologischen Gesellschaft. Band 5, 1853, S. 495–500 (Digitalisat).
- On the Geology of some parts of Madeira. In: The Quarterly journal of the Geological Society of London. Band 10, Teil 1, 1854, S. 325–328 (Digitalisat).
- On Impressions of Rain-drops in Ancient and Modern Strata. In: Notices of the Proceedings at the meetings of the members of the Royal Institution, with abstracts of the discourses delivered at the evening meetings. Band 1, 1854, S. 50–53 (Digitalisat).
- On the Blackheath Pebble-bed, and on Certain Phenomena in the Geology of the Neighbourhood of London. In: Notices of the Proceedings at the meetings of the members of the Royal Institution, with abstracts of the discourses delivered at the evening meetings. Band 1, 1854, S. 164–168 (Digitalisat).
- On the discovery of some fossil reptilian remains, and a land-shell in the interior of an erect fossil-tree in the Coal measures of Nova Scotia, with remarks on the origin of Coal-fields, and the time required for their formation. In: Notices of the Proceedings at the meetings of the members of the Royal Institution, with abstracts of the discourses delivered at the evening meetings. Band 1, 1854, S. 281–288 (Digitalisat).
- On certain trains of erratic blocks on the western borders of Massachusetts, United States. In: Notices of the Proceedings at the Meetings of the Members of the Royal Institution. Band 2, 1855, S. 86–97 (Digitalisat).
- Das Delta des Mississippi. In: Meyer’s Volksbibliothek für Länder-, Völker- und Naturkunde. Band 101, Hildburghausen [um 1855], S. 179–198 (Digitalisat).
- On the Structure of Lavas which have consolidated on steep slopes; with Remarks on the Mode of Origin of Mount Etna, and the Theory of ‘Craters of Elevation’. In: Philosophical transactions of the Royal Society of London. Band 148, 1858, S. 703–786 (Digitalisat).
- On the formation of Continuous Tabular Masses of Stony Lava on steep slopes; with Remarks on the Mode of Origin of Mount Etna, and the Theory of ‘Craters of Elevation.’ In: Proceedings of the Royal Society of London. Band 9, 1859, S. 248–254 (Digitalisat).